# 織田信賢
織田信賢（不详—不详），是日本戰國時代的武將。通称兵衛、左兵衛，官位为伊勢守。尾張岩倉城城主。

## 簡歷
信賢是支配尾張國上四郡的守護代織田伊勢守家（岩倉織田氏）織田信安的长子，母親是織田信定之女秋悦院。
由於父親信安寵愛信賢之弟信家並打算讓信家繼承家督，於是從居城岩倉城追放父親和弟弟，而成為新城主。并連結末森城城主織田信行（織田信長之弟）、美濃的齋藤義龍等人，與清洲三奉行之一的織田彈正忠家出身的織田信長對抗。但是在永祿元年（1558年）的浮野之戰中被信長擊敗，翌年，居城岩倉城被包圍。經過幾個月的籠城戰後，信賢降伏並遭到信长追放。
之後行蹤不明，有被信长追放之后自刃，或被舊臣山内一豐在土佐招為家臣並受200石俸禄的説法。在山内氏的墓所日輪山真如寺中有信賢的墓地。